# رونالد هيارنس
رونالد هيارنس (بالإنجليزية: Ronald Hearns)‏ مواليد 27 ديسمبر 1978 في ميشيغان، الولايات المتحدة، هو ملاكم محترف أمريكي يصنف ضمن فئة وزن خفيف المتوسط بدأ مسيرته الاحترافية سنة 2004.

## المسيرة الاحترافية
من نزالاته:
- خسر أمام فيليكس ستورم بالضربة الفنية القاضية (19-02-2011).

## إحصائيات
خاض خلال مسيرته 29 نزالا، فاز في 26 ولم يتعادل وخسر في 3. فاز بالضربة القاضية في 20 نزالا.

## روابط خارجية
- رونالد هيارنس على موقع بوكس ريك (الإنجليزية) (registration required)